# Giuseppe Marcora
Giuseppe Marcora, född 14 oktober 1841 i Milano, död där 4 november 1927, var en italiensk politiker.
Marcora stred 1859–1860 och 1866 vid Giuseppe Garibaldis sida i dennes friskaror, blev sedan advokat i Milano och ledare för nämnda stads demokratiska parti samt invaldes 1876 i italienska deputeradekammaren, vilken han därefter, med ett kort avbrott 1890–1892, tillhörde. Han var sedan november 1904 kammarens president.